# 江津市立青陵中学校
江津市立青陵中学校（ごうつしりつ せいりょうちゅうがっこう）は、島根県江津市二宮町にある公立中学校。略称は青陵中（せいりょうちゅう）。

## 沿革
青陵中学校は、2002年に当地に構える青山中学校と、跡市町に構える跡市中学校を統合して開校した。跡市中学校に至っては生徒数が44人と、市内でも指折りの小規模校であった。
- 1997年（平成9年）3月 - 江津市西部地区中学校統合校舎建設検討委員会が発足[6]。
- 1999年（平成11年）1月 - 跡市地区中学校統合対策協議会、有福温泉地区中学校統合問題等検討委員会、青山中学校環境整備推進協議会が統合に合意[7][6]。
- 2000年（平成12年）
  - 9月 - 校舎の建設開始[6]。
  - 12月 - 校名を「江津市立青陵中学校」と定める[6]。
- 2001年（平成13年）
  - 5月 - 校章が決定[6]。
  - 6月 - 屋内運動場の建設開始[6]。
  - 7月 - 校歌（すやまとしお作）が決定[6][8]。
  - 8月 - 制服が決定[6]。
- 2002年（平成14年）
  - 2月 - 校舎および屋内運動場を落成[6]。
  - 3月17日 - 竣工式を開催[9][6]。
  - 4月1日 - 開校[6]。
  - 4月8日 - 開校式を開催[2]。
- 2003年（平成15年） - 屋外運動場およびテニスコートが完成[6]。
- 2004年（平成16年） - 自転車マナーアップモデル校に指定[6]。
- 2006年（平成18年）4月23日 - 読書活動優良実践校として、文部科学大臣賞表彰を受ける[6]。
- 2007年（平成19年） - 自転車マナーアップモデル校に指定（2年間）[6]。
- 2008年（平成20年）9月17日 - 購買を開設[6]。
- 2010年（平成22年）4月 - 通級指導教室を開設[6]。
- 2011年（平成23年）9月 - 給食を開始[6]。
- 2012年（平成24年）
  - 1月26日 - キャリア教育有料教育委員会、学校、PTA団体などが文部科学大臣表彰を受ける[6]。
  - 2月13日 - 校訓「志・朗・創・和[10]」を制定[6]。
- 2020年（令和2年）4月21日 - 新型コロナウイルスの感染拡大防止により、5月10日まで臨時休校措置を取る[6]。

## 部活動
運動部
- 陸上競技部
- 野球部
- 男子ソフトテニス部
- 女子ソフトテニス部
- 女子バレーボール部
- ハンドボール部
- 卓球部
- 柔道部
- 剣道部
- 水泳部

文化部
- 吹奏楽部
- 美術部

出典：

## 学区
- 跡市町
- 千田町
- 井沢町
- 清美町
- 有福温泉町
- 都野津町
- 二宮町
- 敬川町
- 波子町

出典：

## 進学前小学校
- 江津市立津宮小学校（都野津町）
- 江津市立川波小学校（敬川町）

出典：

## アクセス

### バス
- 「青山口」停留所（石見交通）から徒歩で約10分

### 鉄道
- 西日本旅客鉄道（JR西日本）山陰本線 - 敬川駅から徒歩で約20分

## 周辺
- 総合福祉施設 ミレ青山
- 島根職業能力開発短期大学校（ポリテクカレッジ島根）
- 飯田八幡宮